# Марчелло Фонте
Марче́лло Фонте (італ. Marcello Fonte; нар. 7 листопада 1978, Меліто-ді-Порто-Сальво, Реджо-Калабрія‎, Італія) — італійський актор. Лауреат премії за «Найкращу чоловічу роль» на 71-му Каннському міжнародному кінофестивалі за роль у фільмі «Догмен» режисера Маттео Ґарроне.

## Життєпис
Марчелло Фонте народився 7 листопада 1978 року в Меліто-ді-Порто-Сальво (Реджо-Калабрія‎, Італія) в багатодітній сім'ї. Він є молодшим з п'яти дітей у родині. У 10-річному віці Марчелло навчився грати на барабані, а пізніше був прийнятий до місцевого дитячого оркестру. Окрім того, щоліта Марчелло проводив у скаутському таборі.
У 1999 році Марчелло Фонте переїхав до Рима, де жив його брат. До того як почати свою акторську кар'єру, Марчелло брався за будь-яку роботу: він працював кравцем, перукарем і продавцем. Одного разу його брат, який працював дизайнером в Театрі Вальє, дізнався, що в одній з постановок звільнилася роль, і запропонував Марчелло сходити на кастинг. Марчелло погодився і незабаром отримав свою дебютну роль у виставі. Захопившись грою на сцені, Марчелло вирішив стати актором. Пізніше він грав невеликі ролі в італійських телевізійних серіалах та кінофільмах.
У 2018 році Фонте зіграв головну роль в італійсько-французькій драмі режисера Маттео Ґарроне «Догмен», за що був відзначений премією за «Найкращу чоловічу роль» на 71-му Каннському міжнародному кінофестивалі та отримав низку інших міжнародних та національних фестивальних та професійних кінонагород.

## Фільмографія
| Рік       |   | Українська назва           | Оригінальна назва             | Роль                 |
| --------- | - | -------------------------- | ----------------------------- | -------------------- |
| 2011      | ф | Небесне тіло               | Corpo celeste                 | офіціант у ресторані |
| 2016—2018 | с | Мафія вбиває тільки влітку | La mafia uccide solo d'estate |                      |
| 2017      | ф | Зломник                    | L'intrusa                     | Міно                 |
| 2018      | ф | Я — мільярдер              | Io sono Tempesta              | грек                 |
| 2018      | ф | Догмен                     | Dogman                        | Марчелло             |
| 2019      | ф | Жити                       | Vivere                        |                      |

## Визнання
| Нагороди та номінації Марчелло Фонте (Список не є вичерпним) | Нагороди та номінації Марчелло Фонте (Список не є вичерпним) | Нагороди та номінації Марчелло Фонте (Список не є вичерпним) | Нагороди та номінації Марчелло Фонте (Список не є вичерпним) |
| Рік                                                          | Категорія                                                    | Фільм                                                        | Результат                                                    |
| ------------------------------------------------------------ | ------------------------------------------------------------ | ------------------------------------------------------------ | ------------------------------------------------------------ |
| Каннський міжнародний кінофестиваль                          |                                                              |                                                              |                                                              |
| 2018                                                         | Приз за найкращу чоловічу роль                               | Догмен                                                       | Перемога                                                     |
| Міжнародний кінофестиваль у Палм-Спрінгс                     |                                                              |                                                              |                                                              |
| 2018                                                         | Приз ФІПРЕССІ найкращому акторові                            | Догмен                                                       | Перемога                                                     |
| Премія Європейської кіноакадемії                             |                                                              |                                                              |                                                              |
| 2018                                                         | Найкращий європейський актор                                 | Догмен                                                       | Перемога                                                     |
| Італійський національний синдикат кіножурналістів            |                                                              |                                                              |                                                              |
| 2018                                                         | Премія «Срібна стрічка» найкращому акторові                  | Догмен                                                       | Перемога                                                     |
| Премія Капрі, Голлівуд                                       |                                                              |                                                              |                                                              |
| 2018                                                         | Найкращий актор                                              | Догмен                                                       | Перемога                                                     |
| Премія Береніс                                               |                                                              |                                                              |                                                              |
| 2018                                                         | Спеціальна нагорода                                          | Догмен                                                       | Перемога                                                     |
| Міжнародне товариство кіноманів                              |                                                              |                                                              |                                                              |
| 2018                                                         | Найкращий актор                                              | Догмен                                                       | Перемога                                                     |
| Премія «Давид ді Донателло»                                  |                                                              |                                                              |                                                              |
| 2019                                                         | Найкращий актор                                              | Догмен                                                       | Номінація                                                    |